# Ahlat

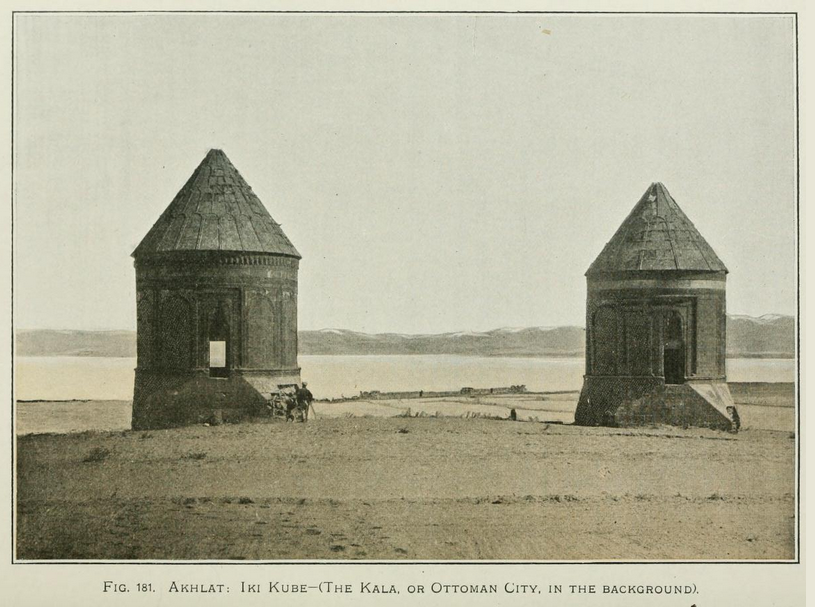
Średniowieczne grobowce islamskie w Ahlacie

Ahlat – miasto w Turcji w prowincji Bitlis.
W Ahlacie znajdują się grobowce z XII–XV w. – świadectwo ewolucji islamskiej tradycji funeralnej. 
W 2000 roku grobowce zostały wpisane na turecką listę informacyjną UNESCO – listę obiektów, które Turcja zamierza rozpatrzyć do zgłoszenia do wpisu na listę światowego dziedzictwa UNESCO.